# Vwawa
Vwawa is een stad in Tanzania en is de hoofdplaats van het district Mbozi en sinds 2016 van de toen gecreëerde regio Songwe. In 2002 telde Vwawa 37.844 inwoners.
Vwawa ligt aan de autoweg A104 die de plaats verbindt met Mbeya in het oosten en Tunduma en Zambia in het westen.